# Sant Ignasi Malalt de Manresa
Sant Ignasi Malalt de Manresa és una església de Manresa (Bages) protegida com a bé cultural d'interès local.

## Descripció
Es tracta d'una capella de petites proporcions, d'una planta, adossada per dos costats (lateral i posterior) a altres construccions d'alçada semblant. L'edifici és de planta rectangular, amb dues façanes fent cantonada. Portal en arc rodó, desplaçat del centre de la façana principal, amb òcul al damunt.
Com a element decoratiu de façana destaca, a una banda de l'òcul, l'escut de la noble família Amigant, esculpit en pedra, i una làpida commemorativa de l'estada de Sant Ignasi. La façana lateral no presenta cap interès, amb murs llisos, interromputs només per dos petits òculs. El conjunt és bastit en pedra i arrebossat al damunt, imitant carreus. La coberta és lleugerament inclinada, de teula àrab.